# Dub s břečťanem v Kařízku
Dub s břečťanem v Kařízku jsou dva památné stromy v osadě Kařízek II  nedaleko Mýta (okres Rokycany, Plzeňský kraji). Dub letní (Quercus robur) stojící v zahradě nedaleko železniční tratě porůstá břečťan popínavý (Hedera helix). Dub má obvod kmene 555 cm a dorůstá výšky 22 m (měření 1998), obvod kmínku břečťanu je 30 cm (měření 2002). Obě dřeviny jsou chráněny od roku 1996, dub pro svůj věk, vzrůst a jako krajinná dominanta, břečťan pro svoji estetickou a dendrologickou hodnotu.